# Erhu

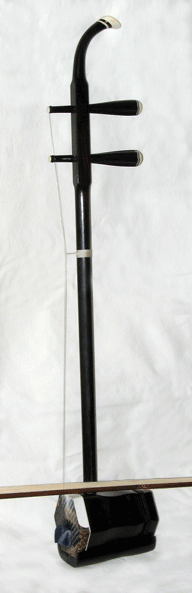
Erhu

Erhu (chinesisch 二胡, Pinyin èrhú) ist eine zweisaitige, mit dem Bogen gestrichene Röhrenspießlaute, die in der chinesischen Musik gespielt wird. Während der Song-Dynastie wurde die erhu zunächst in Südchina populär, deshalb wird sie auch nanhu (chinesisch 南胡, Pinyin nánhú, chinesisch 南, Pinyin nán – „Süden“) genannt. Bereits während der Tang-Dynastie kamen Vorläufer der Spießgeigen nach China. Das bekannteste chinesische Streichinstrument gehört wie die anderen chinesischen Spießgeigen zur huqin-Familie, was sich auf ihren mutmaßlich mongolischen Ursprung bezieht.

## Bauform und Spielweise

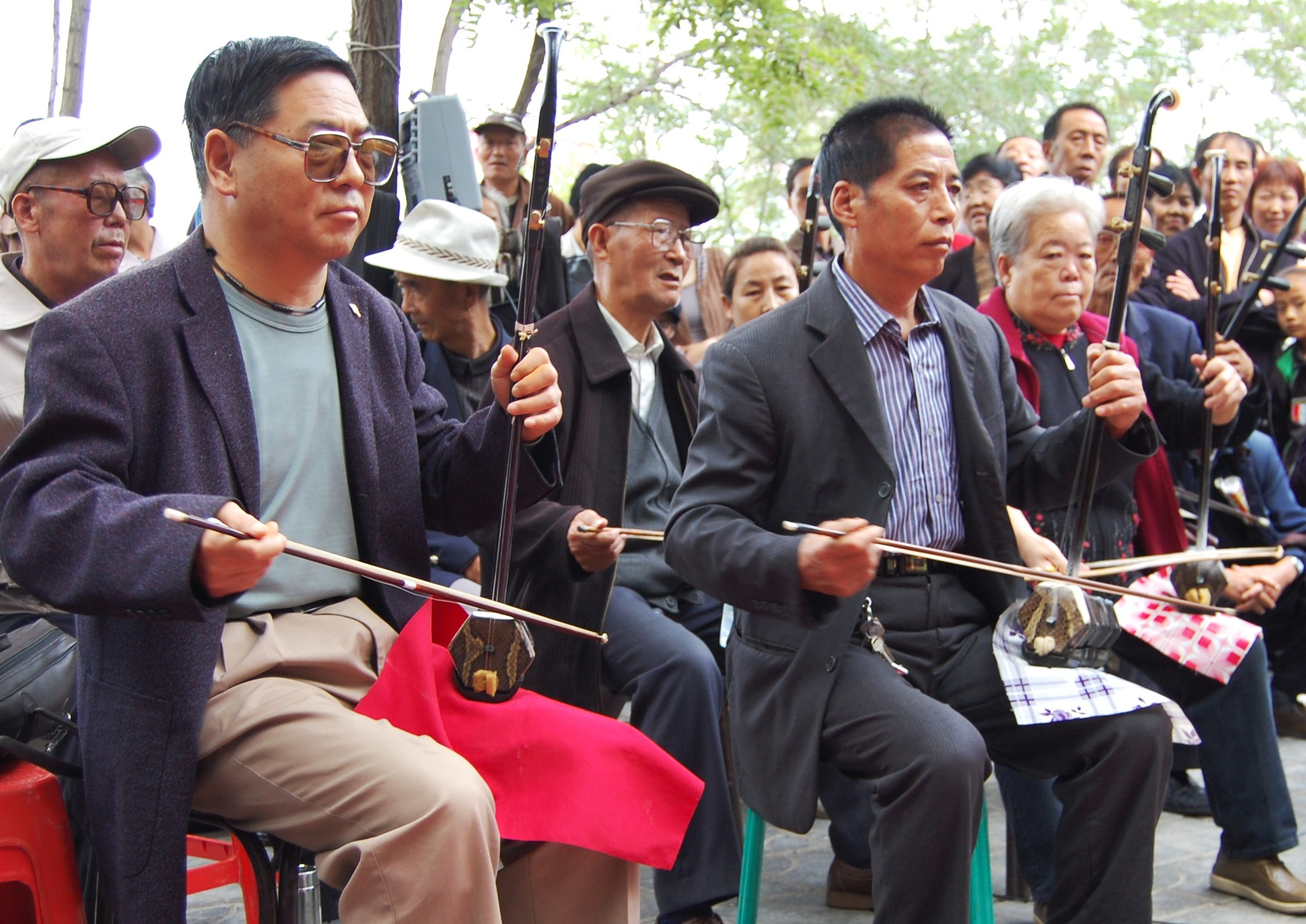
Erhu-Orchester

Die heutigen Metallsaiten führen wie die früher verwendeten Saiten aus Seide von den Wirbeln mit weitem Abstand vom Hals über einen Steg, der mittig auf einer Membran aus Schlangenhaut platziert ist, bis zum unten am Korpus herausragenden Halsfortsatz. Der kleine Schallkörper besteht aus roten Hartholzarten der Gattung Pterocarpus. Den Hals bildet ein Rundstab, der bei einfacheren Varianten aus Bambus, bei besseren Instrumenten ebenfalls aus Rotholz gefertigt wird. Die musikalisch verwendbare Saitenlänge wird durch eine Stimmschlinge aus einer Schnur definiert, die im oberen Bereich am Hals festgebunden ist.

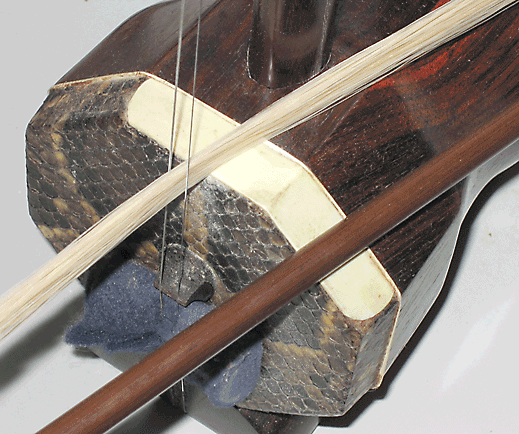
Die Bogenhaare führen bei chinesischen Spießgeigen zwischen den Saiten hindurch.

Die aus Rosshaar bestehenden Bogenhaare des Bambusbogens werden zwischen den Saiten durchgeführt. Der Musiker sitzt auf einem Stuhl und hält die erhu senkrecht auf einen Oberschenkel gestützt. Die Saiten sind im Abstand einer Quinte auf a′–d′ gestimmt, was den mittleren beiden Saiten der Violine entspricht. Um die a′-Saite zu streichen, muss der Bogen hochgedrückt werden, entsprechend niedergedrückt für die d′-Saite. Die Finger der Linken berühren beide Saiten, drücken sie allerdings nicht bis zum Hals nieder, weshalb weder Griffbrett noch Bünde benötigt werden. Durch unterschiedlich starkes Niederdrücken der Saite können verschiedene Glissando- und Vibratoeffekte entstehen. Durch leichtes Aufsetzen der Finger können Flageoletttöne produziert werden.
Im 19. Jahrhundert avancierte die erhu in China zum Hauptinstrument der Nationaloper sowie zum Soloinstrument in der U-Musik. In der heutigen chinesischen Musik zählt die erhu immer noch zu den populärsten Instrumenten.

## Verbreitung
Röhrenspießgeigen gelangten von China unter anderem in die Himalayaregion, nach Thailand und Kambodscha. Die in der tibetischen Volksmusik gespielte zweisaitige piwang ist in Bhutan als chiwang bekannt. Dem röhrenförmigen Korpus der erhu entspricht in Thailand die sor duang. Eine chinesische Schalenspießgeige mit einem Kokosnusskorpus, yehu, wurde in Thailand zur sor u. Eine der erhu ähnliche Fiedel mit nur einer Saite existiert auch in Malawi. Dieses für Afrika ungewöhnliche Instrument heißt bei den dortigen Chewa kaligo. Die ugandische Röhrenspießgeige endingidi geht vermutlich auf chinesische Vorbilder zurück, die mit arabischen Zwischenhändlern im 19. Jahrhundert ins Landesinnere von Ostafrika gelangten. Die Beziehung zur ravanahattha ist unklar. Sie wird in der nordindischen Volksmusik gespielt und taucht auf Abbildungen des 19. Jahrhunderts als zweisaitige Röhrenspießgeige auf.